# Serrat Alt (Gósol)
La Serrat Alt és una serra situada al municipi de Gósol a la comarca del Berguedà, amb una elevació màxima de 2.223 metres.